# Winx (6. sezona)
Šesta sezona animirane televizijske serije Winx s prikazivanjem je započela 29. rujna 2013. na američkom Nickelodeonu. Sezona je u Hrvatskoj s prikazivanjem krenula na Nickelodeonu, a na Novoj TV od 5. listopada 2014. gdoine.

## Radnja
Na Dominu, Bloominom rodnom planetu, se odvija velika proslava: Bloom jedva čeka da napokon ponovno zagrli svoju voljenu sestru Daphne. Winxice, Specijalisti i svi stanovnici Domina s velikim veseljem dočekuju novu princezu. Daphne uskoro postaje vrlo zaposlena u svom novom ljudskom životu, a Faragonda ju poziva u Alfeu da postane nova učiteljica povijesti magije. U međuvremenu, u Oblak Kuli se pojavljuje nova talentirana učenica. Mlada vještica imena Selina svima pokazuje svoju moć: ona jedina može kontrolirati Legendarij, knjigu u kojoj je zarobljen moćni čarobnjak Acheron. Pod njegovim utjecajem Selina može pretvoriti čudovišta iz knjige u strašnu stvarnost. Kada Trix shvati koliko je Selina moćna, odlučuju sklopiti savez s njom: njihov je plan, ovoga puta, osvojiti sve škole magične dimenzije uz pomoć Legendarija.

## Hrvatska sinkronizacija
Kao i u prethodnoj sezoni, sinkronizaciju na hrvatski vrši NET Studio. Glavna glumačka postaje stoga ostaje nepromijenjena. Što se tiče pjesama šeste sezone, valja napomenuti da je Nova TV sve pjesme osim uvodne špice emitirala u njihovoj instrumentalnoj verziji, dok su pjesme u epizodama prikazanim na hrvatskom Nickelodeonu bile sinkronizirane na hrvatski jezik. 

### Glavne uloge
Sljedeći glumci su navedeni pod zaslugama u odjavnoj špici 6. sezone:
- Lorena Nosić — Bloom, Naratorica
- Nina Benović — Flora
- Zrinka Antičević — Stella
- Karmen Sunčana Lovrić — Musa
- Tana Mažuranić — Tecna
- Lana Blaće — Aisha

### Sporedne uloge
- Ana Marija Bokor — Eldora
- Robert Bošković — Timmy
- Marko Jelić — Brandon

## Epizode
Vidi još: Popis epizoda Winx Cluba
| 131. | 1.  | "Inspiracija Sirenixa" "Inspiration of Sirenix"      | 29. rujna 2013. (Nickelodeon)    | 5. listopada 2014.  |
| Trix su se htjele osvetiti Winx pa su napale Daphne, nimfu Domina koja se navikava na novo tijelo. Nakon oslobađanja zvijeri iz dubina u palači Domino, Winx su morale podsjetiti Daphne da je jednako moćna kao što je i bila. |     |                                                      |                                  |                     |
| 132. | 2.  | "Legendarij" "The Legendarium"                       | 3. studenoga 2013. (Nickelodeon) | 12. listopada 2014. |
| U Oblak Kuli, misteriozna nova učenica Selina pokazala je svoje vještine čitajući iz knjige koja legende pretvara u stvarnost. Zadivljene Trix sklapaju savez sa Selinom kako bi pomoću njezinih moći porazile Winx jednom zauvijek. Winx su se borile s trolovima iz šume, ali na žalost svi su trolovi i većina piksija nestali.                                                               |     |                                                      |                                  |                     |
| 133. | 3.  | "Leteća škola" "The Flying School"                   | 3. studenoga 2013. (Nickelodeon) | 19. listopada 2014. |
| Specijalisti su u školi Linphea dobili novo čarobno oružje. U posjetu školi, Flora je dobila priliku družiti se sa svojom mlađom sestrom Miele. Međutim, Trix i selina su prekinule druženje naredivši drveću da napadnu školu. Zbog intenziteta čarolije Legendarija, sve Winx osim Bloom izgubile su svoje moći.                                                                               |     |                                                      |                                  |                     |
| 134. | 4.  | "Moć Bloomixa" "Bloomix Power"                       | 15. prosinca 2013. (Nickelodeon) | 26. listopada 2014. |
| Snažna mračna čarolija oslobođena u školi Linphei prisilila je Winx na povratak u Alfeu. Svi su ozbiljno trenirali osim Nexa i Roya koji su se nadmetali za Aishinu naklonost. Zatim su se svi vratili u školu Linpehu gdje je Flora zaslužila transformaciju Bloomixa. Međutim, Selina je nastavila s oživljavanjem strašnih stvorenja.                                                         |     |                                                      |                                  |                     |
| 135. | 5.  | "Zlatni auditorij" "The Golden Auditorium"           | 15. prosinca 2013. (Nickelodeon) | 2. studenoga 2014.  |
| U Linphei su Winx i Specijalisti zajedno pobijedili čudovišta, a Stella i Aisha su zaslužile moć Bloomixa. Nakon bitke, Daphne je pozvala vile u zlatni auditorij glazbe u kojem je Musa bila presretna. Trix i Selina oslobodile su duhove koji su stvorili pravu zbrku. |     |                                                      |                                  |                     |
| 136. | 6.  | "Vrtlog plamena" "Vortex of Flames"                  | 12. siječnja 2014. (Nickelodeon) | 9. studenoga 2014.  |
| Na Daphneinoj krunidbi, Diaspro je otkrila da je Bloom gotovo bez energije. Koristeći se lukavstvom i prijevarom, Diaspro je uvjerila Thorena da baci Bloom u vrtlog plamena. Međutim, umjesto da je vrtlog uništi, Bloom se vratila s moćima Bloomixa. |     |                                                      |                                  |                     |
| 137. | 7.  | "Vrtlog plamena" "Izgubljena knjižnica"              | 16. veljače 2014. (Nickelodeon)  | 16. studenoga 2014. |
| Daphne je otkrila kako je zaključati Legendarij jedini način za zauvijek poraziti vještice. Zato su Winx i piksiji otišle u Aleksadriju u Egiptu potražiti dnevnik dobre vile u drevnoj knjižnici. Ali Selina, izvršavajući naredbe prerušenih Trix, maksimalno je otežala Winx ulazak u knjižnicu.                                                                                              |     |                                                      |                                  |                     |
| 138. | 8.  | "Napad sfinge" "Attack of the Sphinx"                | 10. veljače 2014. (Rai Due)      | 23. studenoga 2014. |
| U potrazi za Eldorinim dnevnikom, Winx su otputovale u knjižnicu u Aleksandriji. Međutim, morale su se suočiti s mumijama i drevnom sfingom. Bloom je u posljednji tren pobjegla iz knjižnice koja se urušila. S Eldornim dnevnikom, Bloom je Winxicama omogućila praćenje Eldorinog puta te otkrivanja nečega novog o Legendariju.                                                              |     |                                                      |                                  |                     |
| 139. | 9.  | "Hram zelenog zmaja" "Shrine of the Green Dragon"    | 3. ožujka 2014. (Rai Due)        | 30. studenoga 2014. |
| Winx su stekle povjerenje krotitelja zmajeva koji ima kontrolu nad drevnim zmajevima koje je Legendarij oslobodio. Zatim su Winx otkrile kako je krotitelj poznavao Eldoru, dobru vilu. Nije im znao reći gdje je ona, ali pokazao im je njezin najdraži cvijet. Međutim, cvijet je jedinstvene vrste pa je čak i Flora ostala bez riječi.                                                       |     |                                                      |                                  |                     |
| 140. | 10. | "Tajni staklenik" "The Secret Greenhouse"            | 10. ožujka 2014. (Rai Due)       | 7. prosinca 2014.   |
| Nakon susreta sa Selinom, Bloominom prijateljicom iz djetinjstva, Winx su pretraživale staklenik u Alfei nadajući se da će pronaći još tragova o Eldori. Ali njihova je potraga naglo prekinuta nakon što je Selina začarala biljke te ih pretvorila u čudovišta. Nakon neuspješnog pokušaja da spasi Floru, Bloom je napustila Alfeu kako bi ponovno našla vjeru u sebe.                        |     |                                                      |                                  |                     |
| 141. | 11. | "Propali snovi" "Broken Dreams"                      | 17. ožujka 2014. (Rai Due)       | 14. prosinca 2014.  |
| Nakon Bloomina odlaska, Aisha potiče Winx na vježbanje snage u svojoj dvorani. U Gardeniji, vampiri upadaju na gotički bal te u gradu nastaje kaos. Srećom, piksiji su u gradu u posjeti Bloom pa su ju upozorili na novonastalu prijetnju. |     |                                                      |                                  |                     |
| 142. | 12. | "Bljesak u tami" "Shimmer in the Shadows"            | 24. ožujka 2014. (Rai Due).      | 21. prosinca 2014.  |
| Nakon što su ih zarobili vampiri, Bloom, Musa, Tecna, Aisha i Flora gotovo su izgubile svoju energiju. Ali uz pomoć piksija, Stella je uspjela pobijediti djecu noći i spasiti svoje prijateljice . Svijetlo je pobijedilo nad tamom i zlo je još jednom pobijeđeno. |     |                                                      |                                  |                     |
| 143. | 13. | "Dobra vila" "The Fairy Godmother"                   | 31. ožujka 2014. (Rai Due)       | 28. prosinca 2014.  |
| Bloom je otkrila još jedan ključni trag za pronalazak dobre vile Eldore - trag povezan s Bloominim djetinjstvom provedenim u igrama u šumi cvijeća. Kad su Winx došle u šumu, upoznale su Eldoru, ali prekinuo ih je još jedan Selinin podmukli napad. |     |                                                      |                                  |                     |
| 144. | 14. | "Mythix"                                             | 7. travnja 2014. (Rai Due)       | 4. siječnja 2015.   |
| Nakon što su pobijedile Trix na Tri Nan Og-u, Eldora i Winx dokazale su da su dostojne, pa su dobile drevne čarobne štapiće koji im omogućavaju pristup svijetu Legendarija. Pred vratima svjetova, Winx su saznale kako su štapići važni za pronalazak ključa Legendarija. |     |                                                      |                                  |                     |
| 145. | 15. | "Misterij Calavere" "Mystery of Calavera"            | 31. srpnja 2014. (Rai Due)       | 11. siječnja 2015.  |
| U svijetu Legendarija, Winx su se našle na Occulti, strašnom gusarskom brodu. Winx su pretraživale brod u potrazi za smaragdom fantazije, no napad Trix i brodske posade gusara zombija njihovo su putovanje pretvorili u kaos. |     |                                                      |                                  |                     |
| 146. | 16. | "Invazija zombija" "Zombie Invasion"                 | 1. kolovoza 2014. (Rai Due)      | 18. siječnja 2015.  |
| Winx i Specijalisti napokon su zaustavili invaziju gusara zombija. Bloom je, koristeći plamen prijateljstva, oslobodila moć zmajevog plamena na mještane dajući im sposobnosti da se bore uz njih. Ali Winx neće dugo slaviti svoju pobjedu ako se Trix umiještaju. |     |                                                      |                                  |                     |
| 147. | 17. | "Prokletstvo Zloglasne Šume" "The Curse of Fearwood" | 1. kolovoza 2014. (Rai Due)      | 25. siječnja 2015.  |
| Winx i Specijalisti napokon su zaustavili invaziju gusara zombija. Bloom je, koristeći plamen prijateljstva, oslobodila moć zmajevog plamena na mještane dajući im sposobnosti da se bore uz njih. Ali Winx neće dugo slaviti svoju pobjedu ako se Trix umiještaju. |     |                                                      |                                  |                     |
| 148. | 18. | "Čarobni totem" "The Magic Totem"                    | 1. kolovoza 2014. (Rai Due)      | 1. veljače 2015.    |
| Flora je pobijedila Icy, snježnu kraljicu, koristeći svoju posebnu čaroliju te je spasila Heliu od zaleđenog srca. Nakon Florinog povratka, Winx su uspjele izliječiti Zloglasnu Šumu od prokletstva i maknuti srebrno koplje iz totema. Pomoću njega, Eldora je skovala ključ Legenrija, što znači kako vile napokon mogu zaključati čarobnu knjigu.                                            |     |                                                      |                                  |                     |
| 149. | 19. | "Kraljica na jedan dan" "Queen for a Day"            | 2. kolovoza 2014. (Rai Due)      | 8. veljače 2015.    |
| Kako bi vratila krunu, Stella je, loveći Darcy, završila u svijetu Legendarij gdje je ostala zarobljena u misterioznom labirintu. U labirintu, Darcy uzima identitet zle Ariadne. Darcyine moći, pojačane Legendrijem, otežat će Stelli pronalazak izlaska iz labirinta. |     |                                                      |                                  |                     |
| 150. | 20. | "Stellina velika zabava" "Stella's Big Party"        | 2. kolovoza 2014. (Rai Due)      | 15. veljače 2015.   |
| Posljednji Stellin čin kao kraljica bio je organizirati prekrasnu gozbu koju je prekinulo čudovište. Zajedno su Winx uspjele poraziti pohlepno čudovište, a sada se moraju posvetiti novom zadatku: lociranju Oblak Kule. |     |                                                      |                                  |                     |
| 151. | 21. | "Zaljubljeno čudovište" "A Monster Crush"            | 2. kolovoza 2014. (Rai Due)      | 22. veljače 2015.   |
| Na Zenithu su Tecnini roditelji dali Timmyju lokalizator i zatim čestitali Specijalistu, svojoj kćeri i Winx na velikoj hrabrosti u bitci. Sada Winx moraju aktivirati lokalizator, a kako bi to napravile, Tecna i Timmy će morati udružiti umove. |     |                                                      |                                  |                     |
| 152. | 22. | "Glazbeni kafić" "The Music Cafe"                    | 3. kolovoza 2014. (Rai Due)      | 1. ožujka 2015.     |
| Nakon otkrića čarobne glazbene dvorane u Alfei, Musa je otvorila glazbeni kafić u nadi da čarobna energija može zaštititi Alfeu od vještica Oblak Kule. Ali kada Rumpelstiltskin ukrade Musin glas, Winx ga slijede u svijet Legendarija kako bi ga vratile. |     |                                                      |                                  |                     |
| 153. | 23. | "Himna" "The Anthem"                                 | 3. kolovoza 2014. (Rai Due)      | 8. ožujka 2015.     |
| Kako bi vratile Musin glas, Winx su dale Rumpelstiltskom ključ Legendarija. Prijateljstvo vila još jednom doživljava trijumf, ali problem zaključavanja Legendarija i dalje visi nad Winx. U međuvremenu, Musa i Riven su prekinuli kako bi Riven ponovno pronašao svoju unutarnju snagu. |     |                                                      |                                  |                     |
| 154. | 24. | "Legendarni dvoboj" "Legendary Duel"                 | 3. kolovoza 2014. (Rai Due)      | 15. ožujka 2015.    |
| Zahvaljujući Aishi, Piksiji su napokon oslobođeni. Ali nije bilo vremena za slavlje, jer su vještice Oblak Kule napale Alfeu. Bloom i Selina našle su se u borbi licem u lice, ali Selina se povukla kada se domogla Bloominog zmajevog plamena. Sada Selina napokon ima moć za oslobađane Acherona.                                                                                             |     |                                                      |                                  |                     |
| 155. | 25. | "Acheron"                                            | 3. kolovoza 2014. (Rai Due)      | 22. ožujka 2015.    |
| Bloom je pobijedila čarobnjaka Acherona zarobivši ga u kutiju beskonačnosti. Zatim je kutiju dala Rumpelstiltskom u zamjenu za ključ Legendarija. Bloom je odlučno htjela otići iz svijeta Legendarija i zaključati ga zauvijek, ali pojavile su Trix koje ju žele spriječiti. |     |                                                      |                                  |                     |
| 156. | 26. | "Winx zauvijek" "Winx Forever"                       | 4. kolovoza 2014. (Rai Due)      | 29. ožujka 2015.    |
| Winx nastavljaju borbu protiv čudovišta koje obuzima Oblak Kulu, a Selina im odlučuje pomoći. U međuvremenu, Bloom se nađe u borbi protiv Trix, ali ih uspijeva pobijediti. Vrativši se u stvarni svijet, Bloom daje ključ Legendarija Selini. Ona zauvijek zatvara knjigu i vraća je dobroj vili Eldori. Pobjeda nad Acheronom se na kraju slavi na vjenčanju Thorena i Bloomine sestre Daphne. |     |                                                      |                                  |                     |